# Reacție de oxido-reducere

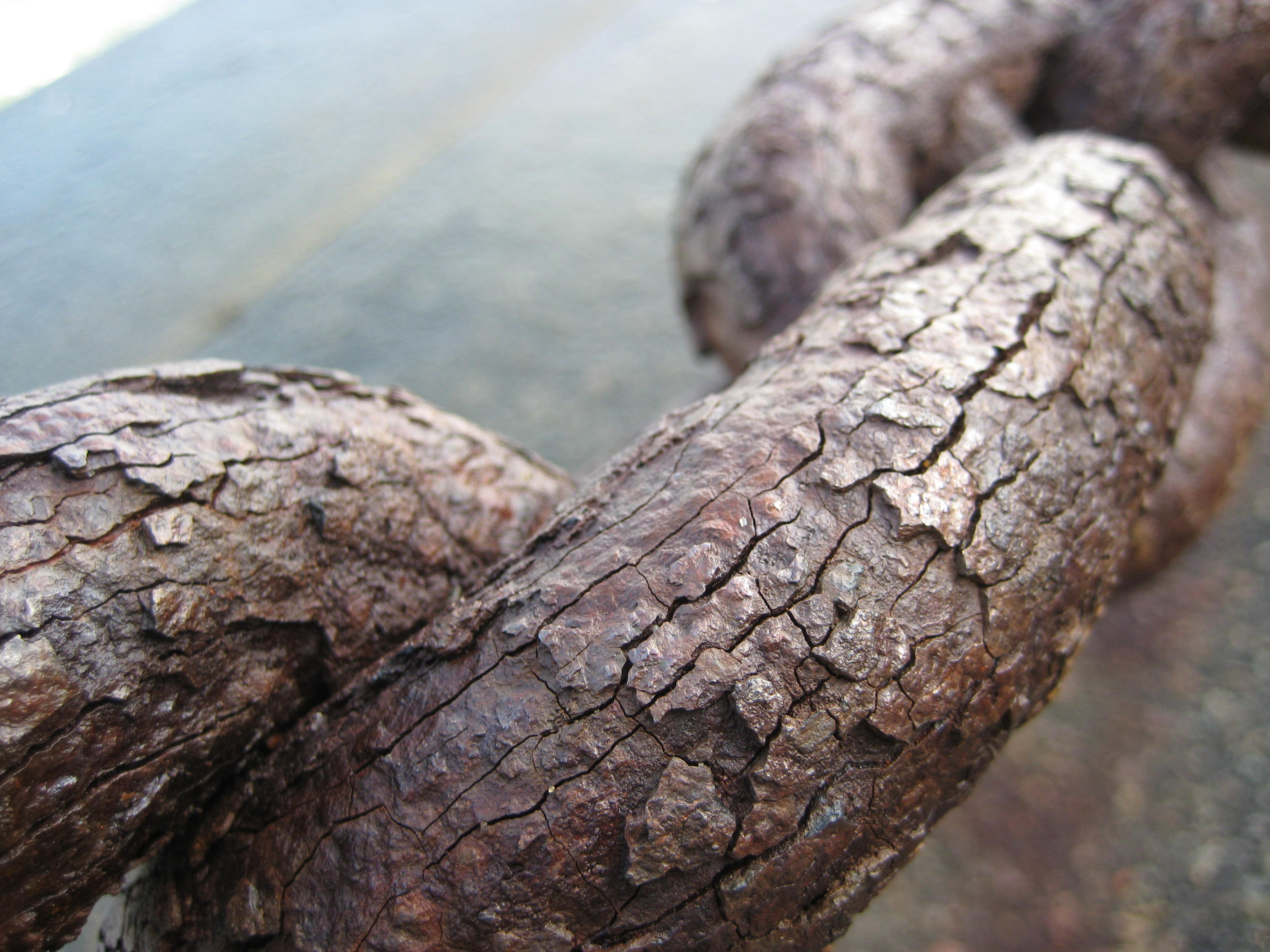
Ruginirea fierului

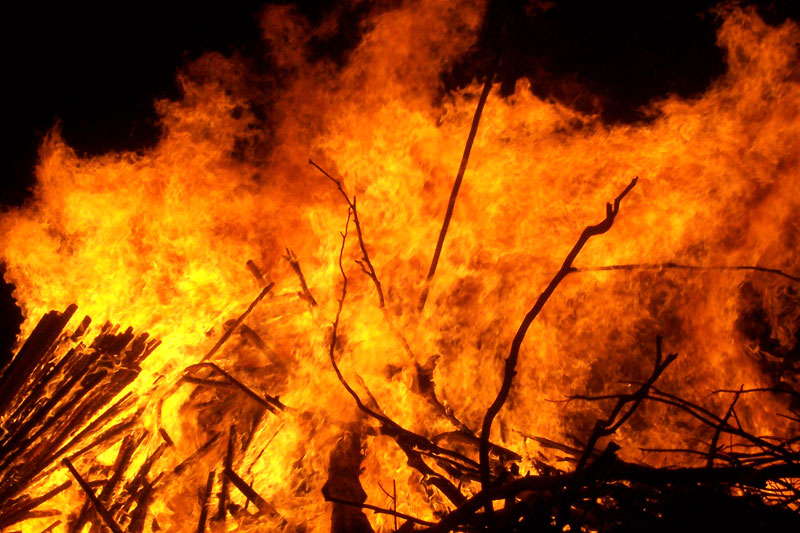
Combustia constă din reacții redox ce implică radicali liberi.

O reacție de oxido-reducere, adesea denumită și reacție redox (prescurtare de la reducere-oxidare) este un tip de reacție chimică în urma căreia atomii reactanților li se modifică numărul de oxidare.
Ele pot fi procese redox complicate durabile, cum ar fi oxidarea carbonului pentru a obține dioxid de carbon (CO2) sau reducerea carbonului cu hidrogen cu obținerea metanului (CH4), sau un proces complex, cum ar fi oxidarea zahărului (CO6HO12O6) în corpul uman printr-o serie de procese complexe cu transfer de electroni.
- Oxidarea este pierderea de electroni sau creșterea stării de oxidare cu o moleculă, un atom sau un ion.
- Reducerea este câștigarea de electroni sau reducerea stării de oxidare cu o moleculă, un atom sau un ion.

## Descriere
Deși suficiente în majoritatea scopurilor, aceste descrieri nu sunt precise. Oxidarea și creșterea se referă la o schimbare a numărului de oxidare — transferul efectiv de electroni poate să nu aibă loc. Astfel, oxidarea este cel mai bine definită ca o creștere a numărului de oxidare, iar creșterea este definită ca scăderea numărului de oxidare. În practică, transferul de electroni va cauza mereu o schimbare în numărul de oxidare, dar există multe reacții clasificate drept redox, deși nu implică transfer de electroni (cum este cazul celor ce implică legături covalente).